# Spirobolinus luciae
Spirobolinus luciae är en mångfotingart som beskrevs av Filippo Silvestri 1898. Spirobolinus luciae ingår i släktet Spirobolinus och familjen slitsdubbelfotingar. Inga underarter finns listade i Catalogue of Life.